# Pierre Brisson
Pour les personnes ayant le même patronyme, voir Brisson.
Pierre Brisson (5 juin 1896 - 31 décembre 1964) est un journaliste ; il a été directeur de publication du Figaro. 

## Biographie
Pierre Brisson est le petit-fils de l'éditeur de presse Jules Brisson, et le fils d'Adolphe Brisson (journaliste et écrivain) et de Madeleine Brisson (Yvonne Sarcey) et le petit-fils de Francisque Sarcey (critique de théâtre). Il était l'époux de l'actrice Yolande Laffon.
Il est un temps directeur pour Les Annales politiques et littéraires, après la mort de son père en 1925.
Après avoir été chef des pages littéraires du journal Le Figaro, il en prend la direction en 1934. Au terme de la débâcle, en juin 1940, il en transfère le siège à Lyon, en zone libre. Brisson, qui ne cache pas son mépris d'alors pour la démocratie parlementaire, proclame son soutien à l'« œuvre politique économique et sociale du maréchal Pétain » dans un article du journal daté du 19 décembre 1940. Pour Raymond Aron, qui relève que si « la censure de Vichy interdisait probablement de critiquer le Statut des Juifs, elle n’obligeait pas à en souligner les mérites », cet article « ne laisse pas de doute sur ce qu’éprouvait à l’époque le directeur du Figaro ». Bien qu'il ne traite pas souvent du sujet, Brisson considère alors Pétain comme le seul rempart à la collaboration prônée par Laval et Darlan, organisateurs de la Censure. À partir de la fin de 1942, Brisson développe ses relations avec la Résistance, particulièrement au contact de Pierre-Henri Teitgen, Alexandre Parodi et Jean Guignebert ou André Rousseaux.
Immédiatement après l'invasion de la zone libre, le 11 novembre 1942, la censure allemande, qui s'y exerce désormais, interdit le journal. Le dernier numéro est présenté aux lecteurs comme un acte volontaire de « sabordage », à l'image de la flotte de Toulon.
À Lyon, Pierre Brisson voit passer Jérôme et Jean Tharaud, Thierry Maulnier, qu'il embauche, Paul Valéry, Jean Giraudoux, et un jour la toute récente veuve d'Henri Bergson qui fuit Paris. Selon son collaborateur, Wladimir d'Ormesson, c'est Brisson qui assure le départ de la vieille dame pour la Suisse.
Ayant repris la direction du Figaro à la Libération, Brisson imprima au journal ses convictions : anticommunisme, défense de la démocratie parlementaire, réconciliation avec l'Allemagne, unité européenne, alliance atlantique. Ces convictions font préférer Le Figaro au Monde pour Raymond Aron qui rejoint Brisson en 1947. Dès 1934, François Mauriac et André Siegfried et plus tardivement André Gide, collaboreront au Figaro de Pierre Brisson, qui représente une sorte d'âge d'or du journal.
Sous la IVe République, Brisson exerce une importante influence sur la classe politique ; par-delà son anticommunisme, il combat farouchement le RPF de Charles de Gaulle et n'admet la décolonisation de l'Algérie qu'en 1960. Néanmoins, converti aux idées des partisans de l'indépendance du Maroc par un petit frère de Jésus, Patrice Blacque-Belair, fils de son ancienne maîtresse, il publie un article retentissant de François Mauriac le 13 janvier 1953, et envoie des journalistes enquêter sur place, ce qui ne plaira pas aux abonnés du Figaro et provoquera une vive réaction du maréchal Juin en pleine séance de l'Académie française.
Au Figaro, il s'oppose à l'actionnaire principal, Yvonne Cotnareanu, devenue veuve, quand elle rentre des Etats-Unis, et veut participer à la gestion du journal, formulant sa position : « en accord avec le capital, mais indépendant de lui ». Pour régler le conflit, il fait voter, sous le gouvernement de
son ami de l'époque Georges Bidault, une mesure législative taillée sur mesure : l'article 2 de la loi du 28 février 1947, dite Lex brissonis qui précise en substance que demeurent sans effet tous les actes qui porteraient atteinte aux droits de ceux qui détiennent une autorisation de faire paraître un journal et en assurent la direction et la rédaction. 
Enhardi, il menace Yvonne Cotnaréanu d'en faire voter une autre aboutissant à l'expropriation et elle consent à un accord comprenant trois clauses principales:
- elle renonce à tout droit de regard sur la gestion et la rédaction[11];
- elle cède 50 % de ses parts au groupe Prouvost-Béghin[11];

pour seulement 150 millions de francs et lui consent un droit de préemption étendu à la succession;
- la gestion est confiée une société fermière pour 19 ans[11], cette dernière contrôlant 5 des 7 sièges du conseil d'administration et n'ayant pas le droit faire appel à un capital extérieur, les cessions de parts étant réglementées[11].

Il meurt des suites d'un accident vasculaire cérébral en 1964.

## L'écrivain
En tant qu'écrivain, Pierre Brisson appréciait beaucoup le genre du roman à clés, qui lui permettait de régler commodément ses comptes sans danger de procès et faisait rire les initiés. C'est le cas pour Le Lierre ou Les Lunettes vertes.
Dans le premier, il prend pour cible le ménage formé par Misia Sert et son dernier mari, José Maria Sert. Misia est la tante de la maîtresse de Brisson, Mimi Blacque-Belair, née Godebska. Autant il restera attaché à cette dernière jusqu'à sa mort d'un accident de voiture en 1949, autant il déteste la tante et son mari dont il brosse un portrait-charge absolument féroce.
Dans Les Lunettes vertes, c'est André Maurois et sa femme Simone qu'il vise. Dominique Bona écrit à propos de cette dernière : « Pour Brisson, elle serait une perverse, qui trouverait une compensation au bonheur qu'elle n'a pas dans la destruction de l'amour des autres ». Il est vrai qu'elle nourrit pour Brisson « un béguin non payé de retour », qui peut la rendre vindicative. Il écrit donc qu'« elle est méchante, c'est sa fonction, elle se donne même un mal inouï, elle astique ses perfidies comme une batterie de cuisine ». Quant à Maurois, Brisson a un compte à régler avec lui depuis qu'il a refusé d'intervenir auprès de son beau-père, Maurice Pouquet, qui avait reçu en quarante une procuration des Cotnareanu pour gérer le Figaro et avec lequel il a été en procès. Il traite du coup Maurois dans le roman de « clergyman défroqué », sans doute en raison de son anglophilie. Il a eu l'audace d'en envoyer un exemplaire à ce dernier, lequel l'a visiblement passé à sa femme.

## Œuvre
- Au hasard des soirées, Gallimard, 1935.
- Du meilleur au pire (à travers le théâtre), Gallimard, 1937.
- Molière, sa vie dans ses œuvres, Gallimard, 1942.
- Le théâtre des années folles, Éditions du Milieu du Monde, 1943.
- Les deux visages de Racine, Gallimard, 1944.
- Autre temps, Gallimard, 1949.
- Sycorax, Gallimard, 1953.
- Les lunettes vertes (récit), Gallimard, 1953.
- Le lierre (récit), Gallimard, 1955.
- Tchékhov et sa vie, Imprimerie Nationale/André Sauret, 1955.
- Propos de théâtre, Gallimard, 1957.
- Vingt ans de Figaro (1938-1958), Gallimard, 1959
- Adolphe Brisson..., Gallimard, 1962.

## Hommages
- En 1971, la place Pierre-Brisson est créée dans le 16e arrondissement de Paris.
- Le stade Pierre-Brisson, stade municipal de la ville de Beauvais, dans l'Oise, rend hommage à son implication dans le sport beauvaisien, et notamment le football.